# Gajlówka
Gajlówka (niem. Gaylowken, od 1938 r. Gailau) – opuszczona wieś w Polsce położona w województwie warmińsko-mazurskim, w powiecie giżyckim, w gminie Wydminy.
W latach 1975–1998 miejscowość administracyjnie należała do województwa suwalskiego.